# Vertriebsprozess
Der Vertriebsprozess ist in der Betriebswirtschaftslehre der sich in Unternehmen an den Produktionsprozess anschließende Geschäftsprozess, der den Vertrieb von Produkten und Dienstleistungen zum Ziel hat.

## Allgemeines
Vertriebsprozesse unterliegen dem Prozessmanagement und finden im Rahmen der Vertriebsstrategie statt. Der Vertriebsprozess beinhaltet einzelne Ablaufabschnitte, die bei der Formulierung eines Vertriebsziels beginnen und beim Vertriebscontrolling enden. Im Mittelpunkt stehen insbesondere die Akquisition neuer Kunden, die Wahl bestimmter Vertriebskanäle, die Kundenbindung von Stammkunden oder die Rückgewinnung ehemaliger Kunden. Zur Gestaltung des Vertriebsprozesses bedarf es einer Vertriebskompetenz. Es handelt sich um einen sich ständig wiederholenden Prozessablauf (englisch selling cycle).

## Phasen und Prozessumfang
Die Fachliteratur teilt den Vertriebsprozess häufig in folgende Phasen ein:
- Das Prozessmanagement entwickelt den Vertriebsprozess und die Vertriebsziele,
- es folgt eine Marktanalyse,
- Etablierung einer effizienten Kommunikationspolitik,
- Marktbearbeitung,
- über das Kundenmanagement werden die Kunden kennengelernt,
- Kundenanforderungen ermitteln und erfüllen,
- Vertriebserfolg tritt bei einem Zielerreichungsgrad von 100 % ein.

Der Vertriebsprozess beginnt operativ mit einer Kundenanfrage, der ein Angebot folgt. Stimmt dieses mit der Kundenanforderung überein, erteilt der Kunde einen Kundenauftrag oder eine Bestellung. Der Auftragseingang wird zunächst durch eine Auftragsbestätigung nachgewiesen und danach entweder durch die Produktion bearbeitet oder vom Lager bedient. Der Warenausgang beinhaltet eine Qualitätskontrolle, bevor die Lieferung erfolgt. Es folgt ein etwaiger Kundendienst. Der Vertriebsprozess wird durch etwaige Beschwerden oder Reklamationen durch den Kunden komplettiert. Insofern sind auch das Beschwerdemanagement und das After-Sales-Management noch ein Teil des Vertriebsprozesses.   

## Bedeutung
Der Vertriebsprozess gehört im Marketing zur Vertriebs- oder Distributionspolitik als Bestandteil des Marketing-Mix. Dabei geht es um alle Aktivitäten und Entscheidungen auf dem Weg eines Produktes oder einer Dienstleistung vom Anbieter (Hersteller) zum Endverbraucher (Kunde). Nach Henner Schierenbeck unterscheidet man zwischen einem akquisitorischen und einem physischen (logistischen) Vertrieb. Zum akquisitorischen Vertrieb gehören die genannten Aktivitäten zur Neukundengewinnung, Kundenbindung und Kundenrückgewinnung einschließlich der Auswahl von Vertriebskanälen. Der physische beziehungsweise logistische Vertrieb umfasst alle Aktivitäten und Entscheidungen über den effizienten Einsatz von Transportmitteln (Bahn, Lkw oder Flugzeug), über verschiedene Systeme der Lagerhaltung und die Standortwahl für Umschlags- und Auslieferungsstellen.
Im Konsumgütermarketing erfolgt nach Waldemar Pelz der Kontakt zum Kunden und der Aufbau einer Kundenbeziehung in erster Linie über Massenmedien wie zum Beispiel Presse oder Rundfunk, also indirekt mit Hilfe der Instrumente der Kommunikationspolitik. Dabei spielt der persönliche Verkauf eine untergeordnete Rolle. Dagegen ist im Investitionsgütermarketing und bei erklärungsbedürftigen wissens- und technologieintensiven Produkten und Dienstleistungen die direkte Gestaltung der Beziehungen und der direkte Kontakt zum Kunden von fundamentaler Bedeutung. Beispielsweise ist es praktisch unmöglich, eine Gasturbine, ein Kraftwerk, einen Hubschrauber, einen Börsengang (Dienstleistung) oder einen Computertomographen über Massenmedien zu vermarkten. Folglich ist der persönliche Verkauf einschließlich Beratung und Kundenbetreuung sowie der Aufbau einer langfristigen, vertrauensvollen Geschäftsbeziehung der wichtigste Erfolgsfaktor bei der Vermarktung von Investitions- und Industriegütern sowie von wissensintensiven Dienstleistungen. Im Investitionsgütermarketing beginnt der Vertriebsprozess wesentlich früher als beim Konsumgütermarketing, nämlich bei der Identifizierung und Auswahl „attraktiver“ Kunden (siehe folgender Abschnitt). Alle diese Aktivitäten müssen in einem effizienten Prozess, dem Vertriebsprozess, organisiert sein. Der Vertrieb hat also eine starke akquisitorische Funktion. Diese ist allerdings auch im Konsumgütermarketing wegen der abnehmenden Bedeutung klassischer Distributoren zu beobachten. Deswegen spricht zum Beispiel Christian Homburg von Vertriebspolitik, statt von Distributionspolitik als der vierten Komponente des Marketing-Mix in einem zeitgemäßen Marketingverständnis.

## Elemente des Vertriebsprozesses
Wie der Vertriebsprozess konkret zu gestalten ist, unterscheidet sich von Branche zu Branche. Dennoch findet man insbesondere bei der Vermarktung von wissensintensiven Produkten und Dienstleistungen mit hoher Wertschöpfung einige Gemeinsamkeiten, die man analog zur nebenstehenden Grafik (Der Vertriebsprozess) anhand der Fachliteratur zusammenfassend wie folgt skizzieren kann: Ein effizienter Vertriebsprozess setzt voraus, dass die Unternehmensleitung im Rahmen der Marketingplanung die langfristige Strategie des Unternehmens festgelegt und Entscheidungen über die relevanten Zielgruppen (Segmentierung), die Positionierung des Unternehmens und die wirtschaftlichen Ziele getroffen hat. Hinzu kommen Annahmen über die Entwicklung wichtiger Trends und wirtschaftspolitischer oder gesellschaftlicher Rahmenbedingungen. Zu den strategischen Entscheidungen gehört auch die Auswahl und Gestaltung des Vertriebssystems im Rahmen der Distributionspolitik.

Abbildung: Der Vertriebsprozess als Element des Distributionsprozesses

Ohne Klärung dieser Voraussetzungen ist es zum Beispiel kaum möglich, Kriterien für die Auswahl und Qualifizierung des Vertriebspersonals festzulegen (siehe Vertriebskompetenz). 
Nach Klärung dieser strategischen Voraussetzungen können die Verantwortlichen beginnen, den Vertriebsprozess zu gestalten:
- Der Vertriebsprozess beginnt mit der Identifizierung und Auswahl ‚attraktiver‘ Kunden. Bei der Attraktivität kann es sich um das Umsatzpotenzial, die Bonität oder erwartete Rentabilität des Kunden handeln. Zum ersten Schritt gehört auch die Klärung der Frage, was der potenzielle Kunde von seinen Geschäftspartnern erwartet und nach welchen Kriterien er sich für oder gegen den Kauf entscheidet – so genannte Kaufentscheidende Faktoren.
- Die Gestaltung des Vertriebsprozesses ist auch davon abhängig, um welche Art von Entscheidungssituation es sich handelt. Beispielsweise wird der Kunde bei einem Routinekauf völlig andere Erwartungen haben als bei der Entwicklung einer innovativen Problemlösung.
- In der Regel entscheidet nicht eine einzelne Person beim Kunden über den Abschluss eines Kaufvertrages. Meistens sind verschiedene Entscheidungsträger aus mehreren Abteilungen mit unterschiedlichen Interessen und Einflussmöglichkeiten an der Kaufentscheidung beteiligt (siehe Buying Center). Dazu gehören zum Beispiel die Produktion, die Forschung und Entwicklung, der Einkauf, das Marketing oder die Geschäftsführung.
- Auf Basis der Kenntnisse über die Entscheidungsträger ist es dem Verkäufer (oder dem Team) möglich, ein Angebot auszuarbeiten und zu präsentieren, das den Erwartungen des Kunden entspricht. Häufig ist es notwendig, den Kunden bei der Formulierung und Klärung seiner Erwartungen zu unterstützen, wenn der Anbieter über entsprechende Erfahrungen verfügt.
- Nach Klärung der Anforderungen und Spezifikationen beginnen die Verhandlungen über Preise, Liefer- und Zahlungsbedingungen sowie konkrete Leistungen, die den kalkulierten Preisen zugrunde liegen. Hinzu kommt die Ausarbeitung von Verträgen als juristische Grundlage zur effizienten Bereinigung von möglichen Streitigkeiten.
- Je nach technologischem Niveau und Wissensintensität des Angebotes ist es in der Regel notwendig, den Kunden bei der Implementierung der Problemlösung bzw. der Inbetriebnahme des Produktes beratend zu begleiten, damit die Integration der Problemlösung oder des Produktes in den Geschäftsprozess reibungslos funktioniert.
- Der Vertriebsprozess endet mit der Erfolgskontrolle in einer Weise, dass beide Vertragspartner vom Nutzen dieser Geschäftsbeziehung überzeugt sind.

Dieser beiderseitige Nutzen ist die wichtigste Voraussetzung für die Entstehung vertrauensvoller Geschäftsbeziehungen und somit für die Bindung von Stammkunden. Derartige Erfahrungen wirken sich positiv auf das Image und die Positionierung des Anbieters aus, was wiederum die Gewinnung neuer und die Rückgewinnung ehemaliger Kunden erleichtert. Bei negativen Erfahrungen kommt es zu entsprechenden Verlusten an Kunden, Image und Umsatz. Zahlreiche empirische Untersuchungen zeigen, dass eine überdurchschnittliche Qualität der Kundenbeziehungen zu einer zwei- bis dreifach höheren Rendite führen kann.